# Carl Magnus Stuart
Carl Magnus Stuart, född omkring 1650 i Grums socken, Värmlands län, död 5 december 1705 i Stockholm, var en svensk friherre, fortifikationsofficer och generallöjtnant. Han var Karl XII's lärare i krigskonst. 

## Biografi
Stuart tjänstgjorde från 1669 hos kungen av England, men återvände till Sverige 1671 och blev då hovjunkare. Han studerade bland annat matematik och befästningskonst och utnämndes 1675 till löjtnant vid Fortifikationen för att enligt Erik Dahlberghs anvisning leda iståndsättandet av Södermanlands och Östergötlands "skärskansar". Han utarbetade ett av desseiner åtföljt förslag till reparation eller nybyggnad av en rad skansar och ledde från 1676, då han befordrades till kapten, arbetena på dessa, liksom på Johannisborg. År 1677 uppgjorde han även dessein till fortifikationsverk vid Stockholm. Efter Dahlberghs utkast utarbetade han en generaldessein för befästningarna vid Karlskrona och utstakade sedan dessa såväl vid inloppet som kring den blivande staden liksom denna senare samt byggde en bro från Vämö över fyra öar till Trossö, varefter han ledde de 1680 igångsatta arbetena.
År 1682 blev han generalkvartermästarlöjtnant och bevistade 1685 österrikarnas fälttåg mot turkarna i Ungern samt besökte därefter Italien, Schweiz och Nederländerna. Återkommen 1687, förordnades han att tillsammans med David Lydinghielm leda befästningsarbetena vid Göteborg. År 1689 placerades han vid fortifikationskontoret och blev då även prins Karls, den senare Karl XII, kammarherre och lärare i matematiska, krigs och fortifikationsvetenskaperna samt ritning. År 1695 utarbetade han dessein till Kronans nedre verk vid Göteborg. Samma år förordnades han att under Dahlberghs frånvaro ta fortifikationen "i acht" och blev 1697 generalkvartermästare och överste.
År 1698 uppgjorde han desseiner till Vaxholms och Nyens förstärkande samt skrev ett memorial om Karlskronas fasta försvar. Samma år reste han på kunglig befallning till Holstein för att undersöka de slesvig-holsteinska fästningarnas försvarsduglighet. Sedan han under vintern och våren 1700 i enlighet med ett av honom förut uppgjort förslag satt de livländska befästningarna i provisoriskt försvarsstånd, anställdes han som generalkvartermästare i fält (generalstabschef) vid armén i Skåne och ledde underhandlingarna med de engelska och holländska amiralerna angående anfallet på Köpenhamn. Stuart befalldes sedan "föra directionen vid descenten" och utarbetade då "disposition" för landstigningen vid Humlebæk på Själland (4 augusti), vilken han, som nu blivit generalmajor, ledde. 
När slupen, i vilken han befann sig, kom nära land, blev han sårad av en muskötkula, men fortsatte trots detta att leda landstigningen och lät sedan bära sig upp på stranden, där han ledde ett retranchemangs utstakning. Förd till Malmö, utarbetade han, trots skadan, efter order ett förslag till belägring av Köpenhamn, men 14 augusti kom kontraorder om detta. Sedan han 1701 återtagit generalkvartermästarbefattningen vid kungens armé, utarbetade han i samråd med Dahlbergh plan för övergången av Düna, som han sedan ledde (2 juli), och överkommen på kurländska stranden, satte han sig i spetsen för en del av Livregementet till häst och en bataljon västerbottningar samt avvärjde sachsarnas andra anfall.
Samma år organiserade han en fortifikationsstat för det erövrade Kurland, vars guvernör han blev 1702, dock med bibehållande av sin befattning vid Fortifikationen. Han uppgjorde nu desseiner till Bauskenborgs, Libaus, Mitaus och Selburgs förstärkande, igångsatte arbetena därmed, lät utarbeta en karta över Kurland samt uppgjorde en plan för Livlands försvar, som olyckligt nog dock ej kom att följas. Efter Dahlberghs död (1703) fick Stuart ensam ansvaret för rikets befästningar samt blev generallöjtnant och friherre. Av hälsoskäl vistades han tidvis 1703–04 vid baden i Aachen och Ems. År 1705 utarbetade han desseiner till försvarsverk vid Stralsund och Reval samt uppgjorde förslag till spärrar i finländska och åländska skärgårdarna. 
Carl Magnus Stuart var den yngste sonen till David Stuart till Rockelstad och Beata Nilsdotter, dotter till Nils Chesnecopherus. Stuart gifte sig 1688 med Margareta Funck, dotter till Johan Funck, och fick med henne två döttrar och två söner.